# Мар'янівська культура

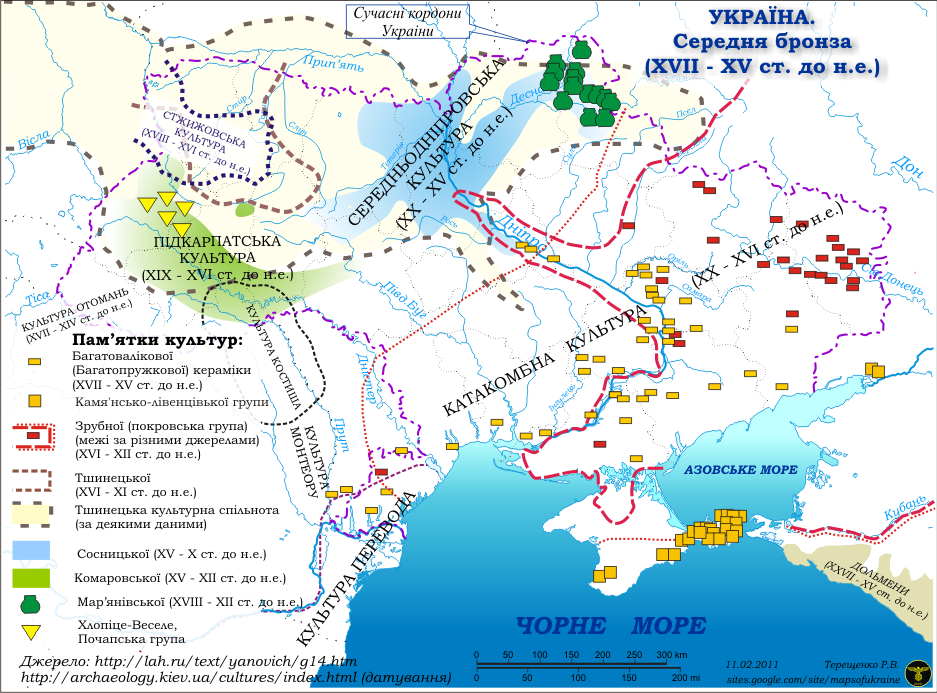

Мар'янівська культура — археологічна культура енеоліту, що була поширена на теренах Лісостепової України і Лівобережного Полісся. 
У 1960-тих роках датувалася XVIII — XII сторіччями до Р.Х., проте сучасні методи радіовуглецевого датування вказують на такий час існування цієї культури: 4100 — 3000 роки до Р.Х. 
Назва походить від поселень поблизу с. Мар'янівка на р. Сеймі, що були відкриті під час розкопок М. Я. Рудинського у 1930 році.

## Генеза
Розинулася як подальший розвиток ямково-гребінцевої кераміки культури.
Мар'янівська культура була тісно пов'язана із  Бондарихинською культурою і була нею поступово замінена.

## Характеристика культури
Племена Мар'янівської культури вели досить осілий спосіб життя. 
Виявлено житла напівземлянкового типу. Вони були прямокутними за формою із вогнищем у центрі. 
Населення в основному займалося розведенням великої і дрібної рогатої худоби, свиней та землеробством.

## Кераміка
Кераміка Мар'янівської і Бондарихінської культур, відмінна від посуду сусідніх синхронних культур. В основному це горщики з широковідкритим горлом і невеликим плоским дном. Орнамент — з ямок різної форми, відбитків гребінцевого штампа чи відрізків так званого перевитого шнура часто покриває всю поверхню посуду. На мар'янівському посуді візерунок густіший, ямки здебільшого круглі, частіше зустрічаються гусеничний і гребінцевий штампи.